# Mahajjah
Mahajjah (tiếng Ả Rập: محجة, cũng đánh vần Mahajjah, Muhajja hoặc Mhajjeh) là một thị trấn thuộc quận Izra của tỉnh Daraa ở miền nam Syria nằm ở phía bắc Daraa. Nó nằm khoảng 63 km về phía nam của thủ đô Damascus. Các địa phương lân cận bao gồm Khabab ở phía đông bắc, Tubna ở phía bắc, Inkhil ở phía tây bắc, Jasim ở phía tây, Nawa ở phía tây nam, Izra và al-Shaykh Maskin ở phía nam và đồng bằng núi lửa Lejat ở phía đông. Trong cuộc điều tra dân số năm 2004 của Cục Thống kê Trung ương Syria (CBS), Mahajjah có dân số là 9,982. Cư dân của nó chủ yếu là người Hồi giáo và Công giáo.
Hoạt động kinh tế chính của Mahajjah là nông nghiệp và dân số là nông thôn. Thu nhập ròng trung bình cho một cá nhân sở hữu một ha trong làng là khoảng 5.000 bảng Syria ($ 446). Những chủ đất lớn sở hữu 10 ha sẽ có thu nhập trung bình hàng năm là 45.000 bảng Syria (4.018 USD).

## Lịch sử
Truyền thống Hồi giáo địa phương cho rằng nhà tiên tri Muhammad đã ngồi hoặc dựa vào một hòn đá tại Mahajjah và rằng hòn đá sẽ làm dịu nỗi đau khi sinh nở. Nhà địa lý người Syria thế kỷ 13 Yaqut al-Hamawi đã bác bỏ yêu sách địa phương, khẳng định Muhammad đã không đi xa hơn Bosra, một thị trấn nằm xa hơn về phía nam Mahajjah. Nhà du hành Ba Tư cuối thế kỷ 12 đầu thế kỷ 13 Ali al-Harawi lưu ý rằng Mahajjah là một trong những ziyarat của đồng bằng Hauran, một địa điểm hành hương của người Hồi giáo địa phương.
Al-Hamawi đã đến thăm thị trấn dưới thời Ayyubid, vào những năm 1220, lưu ý rằng Mahajjah là "Một trong những ngôi làng của Hauran" và truyền thống địa phương cho rằng "bảy mươi nhà tiên tri" đã được chôn cất trong nhà thờ Hồi giáo Thứ Sáu của thị trấn. Yusuf al-Muhajji (1287-1338), một người gốc Mahajjah, trở thành trưởng Qadi của Shafi'i học của Hồi giáo Sunni trong năm 1332, trong Mamluk quy tắc. Ông đã bị đuổi khỏi chức vụ của mình vào năm 1334 và bị cầm tù, một động thái khiến Shafi'is tức giận.
Năm 1596 Mahajjah xuất hiện trong sổ đăng ký thuế Ottoman với tên Muhajja và là một phần của nahiya của Bani Kilab ở Qada của Hauran. Nó có một dân số hoàn toàn Hồi giáo bao gồm 40 hộ gia đình và 24 cử nhân. Thuế đã được trả cho lúa mì, lúa mạch, vụ mùa hè, dê và tổ ong.